# Ramesodes micropis
Ramesodes micropis är en fjärilsart som beskrevs av George Francis Hampson 1910. Ramesodes micropis ingår i släktet Ramesodes och familjen nattflyn. Inga underarter finns listade.